# 逃避王国の伝説
『逃避王国の伝説』は、月比古の1作目のミニアルバム。2006年6月23日にディウレコードから発売された。

## 概要
- 前作「弦は呪縛の指で鳴る」から約9ヶ月ぶりのリリース。
- 「弦は呪縛の指で鳴る」の購入特典として同梱されたCD『弦は呪縛の指で鳴る』に追加楽曲を収録している。
- 作詞、作曲、編曲は、畑亜貴が担当している。

## 収録曲
- 作詞・作曲・編曲は畑亜貴が担当している。

1. 逃避王国
2. 始まりの唄
3. 許し合う闇
4. 微風
5. 画鋲乃薔薇
6. 封印､されど｡
7. 逃避王国の滅亡｢そして伝説へ…｣編